# Шампионат на Сан Марино
Шампионат на Сан Марино по футбол (на италиански: Campionato Sammarinese di Calcio) е любителска футболна лига за Санмаринските футболни клубове. В страната съществуват само 15 клуба, като шампионатът се провежда в два етапа. В първия етап всички отбори играят всеки срещу всеки (сезон 2020/21 - по един път, сезон 2021/22 - по два пъти), четирите най-добри отбора автоматически се класират за втория етап на състезанието, а още осем отбора играят плейоф помежду си за останалите четири места за втория етап. Там отново в плейофи излъчват шампиона на страната. Този формат се явява нововъведение. Преди това в шампионатите на Сан Марино 15 отбора се разделят на две групи A и B – с осем отбора в първа и седем във втора съответно, където отборите играят по два мача един срещу друг, а най-добрите три от всяка от групите преминават във финалния кръг на плейофите, където шестте най-добри се борят за титлата. Футболната федерация на Сан Марино е взела решение да се откаже от този формат. Победителят получава право да играе в Шампионската лига, като започне от предварителния квалификационен кръг. Загубилият във финалния плейоф получава право да играе в първия квалификационен кръг на Лиги Европа (наравно с победителя от Купата).
Форматът на сезон 2022/23: 15 отбора играят в 2 кръга, победителят става шампион (вече не се определя чрез плейоф), 10 следващи отбора се състезават за второто място.

## Стадиони
Футболните клубове от Сан Марино нямат свои собствени стадиони, затова мачовете се провеждат на следните стадиони избрани на случаен принцип:
- Стадио Олимпико
- Доманяно
- Догана
- Федерико Крешентини (Фиорентино)[1]
- Фонте дел Ово (Често наричан „Монтекио“, вероятно, на името на намиращия се в съседство природен парк)[1]
- Серавале Б
- Киезануова

Финал на шампионата се играе винаги на Стадио Олимпико. Нормално всички срещи се играят в събота и неделя

## Футболните клубове в шампионата
Това са всичките 15 клуба.
- Кайлунго (Кайлунго)
- Космос (Серавале))
- Доманяно (Доманяно)
- Фаетано (Фаетано)
- Фиорентино (Фиорентино)
- Фольоре/Фалчано (Серавале))
- Ювенес/Догана (Серавале))
- Ла Фиорита (Монтеджардино)
- Либертас (Борго Маджоре)
- Мурата (Сан Марино)
- Пенароса (Киезануова)
- Сан Джовани (Сан Джовани сото ле Пене)
- Тре Фиори (Фиорентино)
- Тре Пене (Сан Марино)
- Виртус (Акуавива)

## Коефициенти на УЕФАза сезон 21/22
В рейтинга на УЕФА Шампионатът на Сан Марино заема 55-о място.
- 50  Урвалсдейлд
- 51  Мейстрилийга
- 52  Гибралтарска първа дивизия
- 53  Черногорска първа лига
- 54  Примера Дивисио
- 55  Шампионат на Сан Марино по футбол

## Победители в Шампионата
| Клуб            | Победител | Сезон                                                                                                  |
| --------------- | --------- | --- |
| Тре Фиори       | 8         | 1987 – 1988, 1992 – 1993, 1993 – 1994, 1994 – 1995, 2008 – 2009, 2009 – 2010, 2010 – 2011, 2019 – 2020 |
| Ла Фиорита      | 5         | 1986 – 1987, 1989 – 1990, 2013 – 2014, 2016 – 2017, 2017 – 2018                                        |
| Фольоре/Фалчано | 5         | 1996 – 1997, 1997 – 1998, 1999 – 2000, 2014 – 2015, 2020 – 2021                                        |
| Тре Пене        | 5         | 2011 – 2012, 2012 – 2013, 2015 – 2016, 2018 – 2019, 2022 – 2023                                        |
| Доманяно        | 4         | 1988 – 1989, 2001 – 2002, 2002 – 2003, 2004 – 2005                                                     |
| Фаетано         | 3         | 1985 – 1986, 1990 – 1991, 1998 – 1999                                                                  |
| Мурата          | 3         | 2005 – 06, 2006 – 2007, 2007 – 2008                                                                    |
| Фиорентино      | 1         | 1991 – 1992                                                                                            |
| Либертас        | 1         | 1995 – 1996                                                                                            |
| Космос          | 1         | 2000 – 2001                                                                                            |
| Пенароса        | 1         | 2003 – 2004                                                                                            |
| Виртус          | 1         | 2023 – 2024                                                                                            |